# Олександрівка (Кальміуський район)
Олекса́ндрівка — село Старобешівської селищної громади Кальміуського району Донецької області, Україна. Населення становить 678 осіб.

## Загальні відомості
Відстань до райцентру становить близько 6 км і проходить автошляхом місцевого значення.
Землі села межують із територією с. Вербова Балка Донецька Донецької області.
Із 2014 р. внесено до переліку населених пунктів на Сході України, на яких тимчасово не діє українська влада.

## Герб
Затверджений 13 серпня 2004р. рiшенням №4/12-152 сесії сільської ради.
У щиті, перетятому зеленим і червоним, лазурова балка. У першій частині два співобернених червоних коня, тонко облямовані золотом. У другій частині дві перекинуті шаблі із золотими руків'ями, у срібних піхвах із золотими прикрасами, покладені в косий хрест. Поверх усього золотий колос.

## Населення
За даними перепису 2001 року населення села становило 678 осіб, із них 29,65 % зазначили рідною мову українську та 69,76 %— російську.